# Citroën Xenia
Der Citroën Xenia war ein Konzeptfahrzeug, das Citroën 1981 präsentierte. Der Xenia war eine Großraumlimousine im Shooting-Brake-Stil auf Basis des kommenden Citroën BX. Für das Design war Trevor Fiore verantwortlich, während der Prototyp bei Heuliez gefertigt wurde.

## Matra Projekt P18 und P20
1978 hatte PSA Peugeot-Citroën von Chrysler alle europäischen Aktivitäten (Chrysler Europe) übernommen. Im gleichen Jahr präsentierte Lancia den Lancia Megagamma und 1979 Mitsubishi Motors den Mitsubishi Space Wagon als Konzeptfahrzeuge. In der Folge gab es immer mehr solcher Prototypen und zur damaligen Zeit wurde mit vielen zukünftigen Fahrzeuggattungen spekuliert und die Kundenreaktion auf den Messen entsprechend getestet. Vans waren dazumal aber noch nicht auf dem Markt und der zukünftige Erfolg war noch nicht voraussehbar.
Matra entwickelte als Projekt P18 für die nun zu PSA gehörende eigene Marke Talbot eine Großraumlimousine als Nachfolgemodell des Talbot Rancho. 1981 wurde das Projekt der Führung von PSA vorgestellt. Insbesondere weil der Prototyp zum größten Teil aus Komponenten auslaufender Talbot-Modelle (früher Simca) und teilweise auf Chrysler-Komponenten aufgebaut war, überzeugte er die Führung von PSA nicht. Daraufhin baute Matra das Projekt nun als Projekt P20 auf dem Chassis des kommenden Citroën BX auf.

## P18 und P20 als Grundlage des Citroën Xenia
Die bisherigen Planungen nutzte Citroën für den Xenia, der jedoch nicht als Van, sondern als großzügiger Shooting-Brake in der Oberklasse konzipiert war. Der damaligen Meinung von Citroën war es ein Fehler von Lancia gewesen, den Megagamma als Familienauto zu konzipieren, denn diese würden entweder einen Kombi oder Kleinbus bevorzugen und Lancia wie auch Citroën wären eher Marken für anspruchsvollere Kunden. Daher orientierte sich Citroën zwar grundsätzlich am Konzept des Megagamma, jedoch mehr als elegantem sportlichem Shooting-Brake mit insgesamt 4 Einzelsitzen, wo der einzelne Passagier über möglichst viel Platz verfügt. Die vorderen Türen waren so groß, dass trotzdem auch ein leichter Zustieg zu den Rücksitzen möglich war und daher hintere Türen entfallen konnten. Die hinteren Sitze konnten umgelegt werden als Schlafplatz und waren zahlreich verstellbar. Eine Büroausstattung mit Autotelefon am Sitz sowie klappbare Ablagen waren ebenfalls verbaut sowie aus dem Fahrzeugboden aufklappbare Fußstützen. Neben der üblichen Hydropneumatik verfügte der Xenia über das bereits im Citroën Karin vorgestellte weiterentwickelte Armaturenbrett mit parallel zum Lenkrad gefasstem runden Armaturenträger und darauf angebrachten Bedienungssatelliten bzw. Druckknöpfen sowie Telefontastatur und Radiobedienung hinter bzw. unter dem Lenkrad.
Innovativ war auch die Mittelkonsole mit einem Joystick als Wahlhebel des Automatikgetriebe. Besonderer Wert wurde auf einen niedrigen cW-Wert gelegt sowie auf viel Licht im Innenraum und Übersichtlichkeit der Karosserie. Dementsprechend groß waren die Fensterflächen und hierfür hatte man Rollos zum Abdunkeln vorgesehen. Auch an die Umwelt wurde gedacht und für die Klimaanlage waren Solarzellen am Dach angebracht die den Strom hierfür liefern sollten. Insgesamt sollte der Xenia also mehr als großer sportlicher Shooting-Brake denn als Van fungieren und die angepeilte Kundschaft zeigte eher verhaltene Reaktionen.

## Weitere Entwicklung von Großraumlimousinen bei PSA
Auch das Matra-Projekt P20 konnte die Führung von PSA nicht zur Entwicklung eines Serienmodells überzeugen. Man war skeptisch ob der Marktchancen und zudem hatte PSA nach der Übernahme von Chrysler Europa massive finanzielle Schwierigkeiten, da man die Probleme unterschätzt hatte. Dadurch beschränkte sich PSA vor allem auf die Massenmodelle und wollte keine unnötigen Risiken eingehen, gleichzeitig gab es erste Zweifel, ob der Wandel von Simca zu Talbot und der Fortbestand von Talbot sinnvoll war. Auch Citroën in seiner Weiterentwicklung war durch die Krise betroffen und zudem war das Interesse der Kunden an der Studie zurückhaltend, sodass auch jegliche Pläne für ein Serienmodell fallen gelassen wurden. Die finanziellen Schwierigkeiten führten auch dazu, dass PSA 1982 seine Anteile an Matra verkaufte. Matra wiederum war von einem Erfolg des Projekts P20 überzeugt und baute aus den bisherigen Ergebnissen einen Prototyp auf Basis des Renault 18. Renault entschloss sich 1983 sofort zu einem Serienmodell und entwickelte zusammen mit Matra daraus den Renault Espace, der dann ab 1984 zu großen Markterfolgen kam.
Historisch gesehen traf PSA die falsche Entscheidung, als es 1983 alle Rechte an der fast fertigen Entwicklung an Renault verkaufte. Dazu beigetragen haben dürfte auch, dass PSA vor der endgültigen Entscheidung stand, Talbot einzustellen, und PSA der Meinung war, das Modell würde nicht zum Modellangebot von Peugeot oder Citroën passen. Andere Entwicklungen für Talbot wiederum wie der Talbot Arizona wurden nach der Einstellungsentscheidung für Talbot 1984 in das Modellangebot integriert.
Bereits im Jahr der Präsentation des Xenia 1981 startete mit dem Datsun Prairie in Japan das erste Modell der neuen Fahrzeugklasse, 1983 folgten der Mitsubishi Space Wagon und der Plymouth Voyager. Nachdem der Renault Espace von den Kunden zunächst verhalten aufgenommen worden war, avancierte er spätestens ab 1986 zum Verkaufserfolg. Nun brauchte PSA dringend ein Konkurrenzmodell. Heuliez erhielt den Auftrag, auf Basis des Citroën BX ein Modell zu schaffen. Dieses war PSA vom Platzangebot her zu klein, da es den heutigen Kompaktvans entsprochen hätte.

## PSA/Fiat Projekt U60 – Eurovan
Unter dem Projektnamen U60 entwickelte PSA eine Großraumlimousine die in der Größe etwa zwischen dem eher Kompaktvan Nissan Prairie und dem Renault Espace liegen sollte. Von Anfang an sollten aber genauso viele Sitzplätze wie im Espace möglich sein. 1987 waren die ersten Skizzen fertig und ein 1/5 Modell wurde geschaffen. PSA und Fiat arbeiteten bereits als Sevel bei verschiedenen Projekten zusammen. Der Fiat-Konzern benötigte ebenfalls ein Angebot im neuen Fahrzeugsegment und so wurde 1988 eine gemeinsame Entwicklung auf Basis des bisherigen PSA Projekt U60 und Produktion bei Sevel Nord beschlossen. In der Folge waren an der Entwicklung und Spezifizierung und Abstimmung für die jeweiligen Markenbedürfnissen neben Peugeot, Citroën, Fiat, Lancia und Alfa Romeo auch externe Designstudios wie Italdesign, Pininfarina, Bertone und IDEA beteiligt. Jedoch ließ Fiat den Plan, ein Modell von Alfa Romeo mit abweichender Karosserie zu fertigen, fallen. 1992 war die Entwicklung fertig und kam 1994 als Eurovan (PSA/Fiat) auf den Markt.
Das Konzept des Xenia wiederum wurde von Renault Jahre später als Renault Avantime gebaut.